# União Cívica (Argentina)
A União Cívica foi um partido político argentino de breve existência, no fim do século XIX, que inspirou a criação dos partidos modernos da Argentina. 
Criado em 1890, durou pouco tempo, em 1891 deu origem a União Cívica Radical e a União Cívica Nacional.